# جورماغون
جورماغون (وفاة 1241) كان قائدا شهرا تحت قيادة جنكيز خان وأوقطاي خان في عهد إمبراطورية المغول.
وجّه أوقطاي خان جيشًا إلى إيران بقيادة جُرماغُون نُويان سنة 626 هـ. بدأ الجيش بفتح المدن التي لم يكن قد افتتحها بالكامل من قبل مثل غزنة وكابل والسند وزابلستان وطبرستان وغيلان وأران وأذربيجان وغيرها.